# Brookfield Place
Brookfield Place, tot 2013 het World Financial Center doch nog vaak met die naam benoemd, is een winkelcentrum en complex van kantoorgebouwen uit 1982 tegenover het World Trade Center in het financiële centrum van New York.
Het complex te Battery Park City, Lower Manhattan telt vijf gebouwen en Winter Garden Atrium – een wintertuin die sinds 2015 ook dienst doet als een winkelcentrum en als een evenementenhal – en werd gebouwd in de jaren tachtig als het World Financial Center naar postmodernistisch ontwerp van de Argentijnse architect César Pelli, Adamson & Associates en Thornton Tomasetti. De gebouwen werden opgetrokken op een kunstmatig strand ontstaan wegens landaanwinning en grondwerken voor de bouw van het originele World Trade Center. Het Brookfield Place-complex is de hoofdzetel van de financiële dienstverlener American Express in New York. Daarnaast werkten architectenbureau M. Paul Friedberg & Partners en de kunstenaars Scott Burton en Siah Armajani mee aan de voltooiing van het complex.
Het multifunctionele Brookfield Place en voorheen World Financial Center is sinds 1996 eigendom van Brookfield Office Properties, voorheen Olympia & York tot en met 1996, aangezien het bedrijf dat jaar in vereffening ging – waaraan het complex zijn huidige naam te danken heeft. Men voerde de naamswijziging naar Brookfield Place wel pas door na het uitvoeren van extensieve renovaties in 2013. Het Brookfield Place-complex staat bekend om zijn koperen torenspitsen met een koepel, piramiden en ziggoerat op het dak. Doorheen de jaren hebben deze de representatieve, roestige, lichtgroene kleur verkregen die koper krijgt onder invloed van slechte weersomstandigheden.

## Bouw en ontwerp

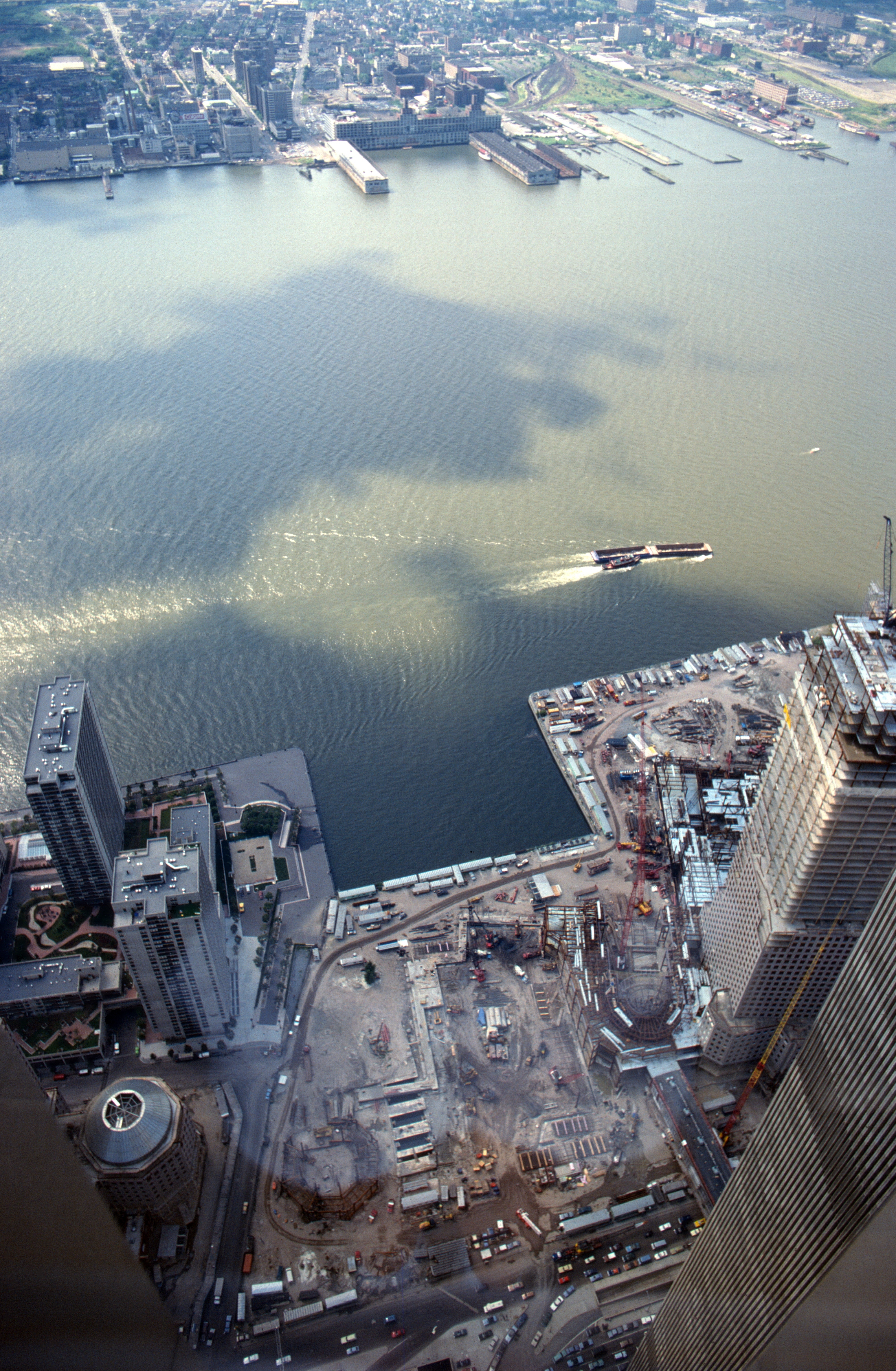
South Tower van het World Trade Center (foto genomen vanuit), 1984: bouw van het World Financial Center (Brookfield Place)

Het World Financial Center-complex werd ontworpen door César Pelli en de ingenieurstechniekenfirma Thornton Tomasetti. Behalve het 'achterkomertje', het hoofdkwartier van NYMEX uit 1997 door de firma Skidmore, Owings & Merrill. De torens zijn de meest overheersende bouwwerken in de wijk Battery Park City van Lower Manhattan. De bouw van het World Financial Center begon in 1982 en werd in 1988 voltooid. De bouw van het One World Financial Center begon in juni 1985 en was afgerond in 1986.
Het Three World Financial Center, het hoogste gebouw van het complex, werd reeds voltooid in het najaar van 1985 en de bank Merrill Lynch financierde de resterende torens, waarvan de bouw startte vanaf 1986. Het One World Financial Center staat afgezonderd en wordt gescheiden van de rest van het complex door een voetgangersbrug over Liberty Street.
Olympia and York bouwde het World Financial Center langs de overbodige Miller Highway op land gehuurd van de Battery Park City Authority, met behulp van particuliere financiering.
Ruim vijftien jaar domineerde het complex met het World Trade Center de skyline van de stad, gezien vanaf de Hudson. Dit leverde met name van daaruit fraaie toeristische kiekjes op. Het World Financial Center acteerde als het ware als een architecturale toevoeging, als een 'verlengstuk van' of als een 'toegangspoort' naar het World Trade Center.
Het World Financial Center aan Liberty Street, West Street en Vesey Street bestaat uit vier glas- en granieten torens die een openbaar plein van 3,5 hectare omringen en definiëren langs de kade van de Hudson.

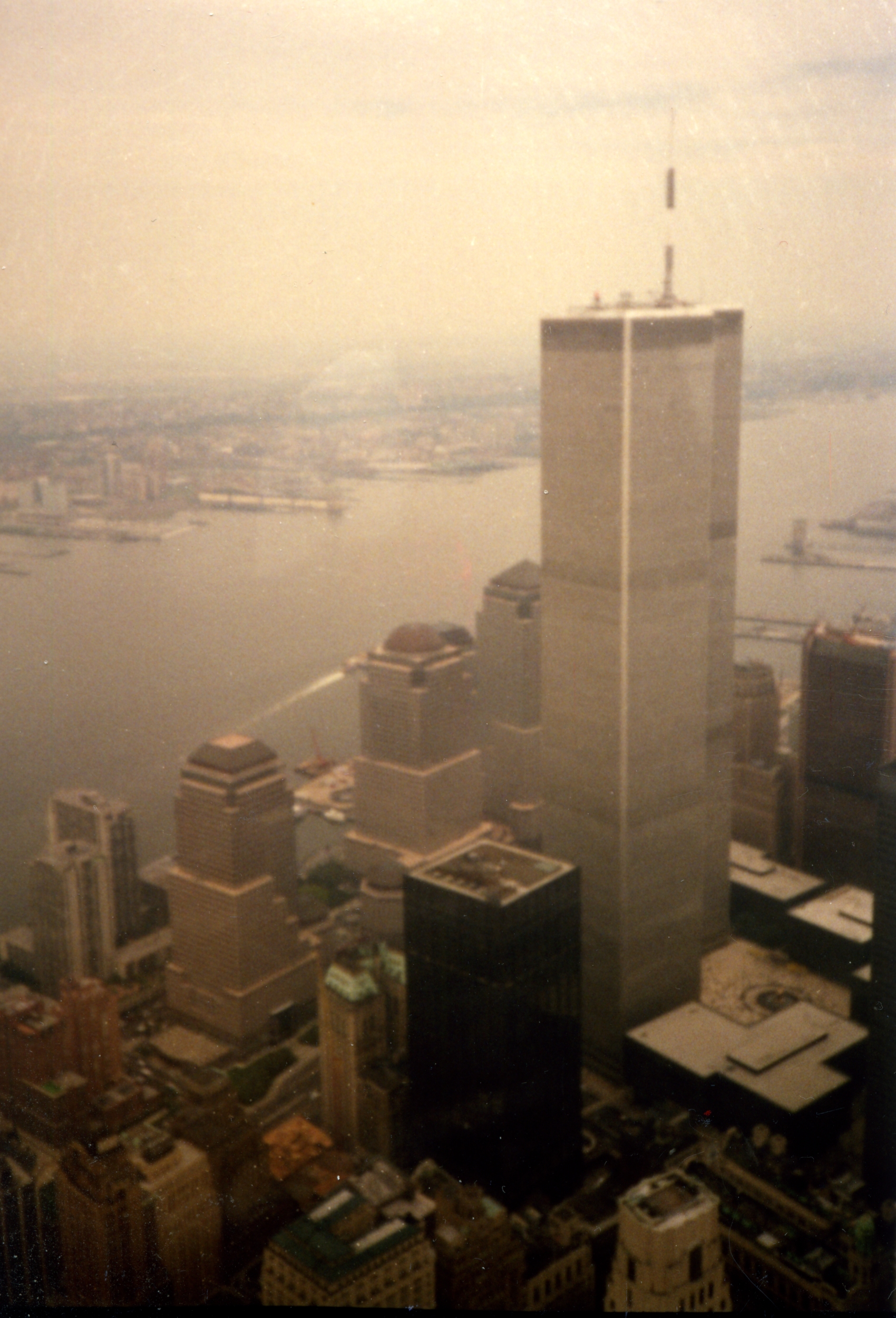
1989: originele kwaliteit torenspitsen

De koperen torenspitsen (zie afbeelding naast/boven) begonnen geleidelijk te roesten vanaf de jaren negentig. De glazen ramen van de gebouwen zorgen voor reflectie van zonlicht.
Het World Financial Plaza, het centrale plein en een oriëntatiepunt in het ontwerp van de open ruimte, was het eerste plaveisel dat aangelegd werd langs de Hudson en was het resultaat van een samenwerking van Cesar Pelli & Adamson Associates, landschapsarchitect M. Paul Friedberg & Partners en kunstenaars Siah Armajani en Scott Burton.
Het Winter Garden Atrium, een 10 verdiepingen hoog, met glas omsloten atrium inclusief wintertuin en palmen van de familie Washingtonia, biedt 8.500 m² aan winkels en horeca en leidt naar het World Financial Plaza rondom de North Cove Marina.
De huidige hoofdzetel van de New York Mercantile Exchange (afkorting NYMEX) ontworpen door architect David Childs van Skidmore, Owings & Merrill (SOM) dateert uit 1997, en werd het vijfde en laatste gebouw dat onderdeel vormt van het complex, sinds 1996 eigendom van Brookfield Office Properties uit Toronto (behalve de ruimtes ingenomen door American Express). Het vastgoedbedrijf is tevens eigenaar van het One New York Plaza, een kilometer ten zuidoosten. Brookfield Place dient als hoofdkantoor voor Brookfield Office Properties op 250 Vesey Street. Het complex heeft een eigen postcode: 10281.

### Gebouwen

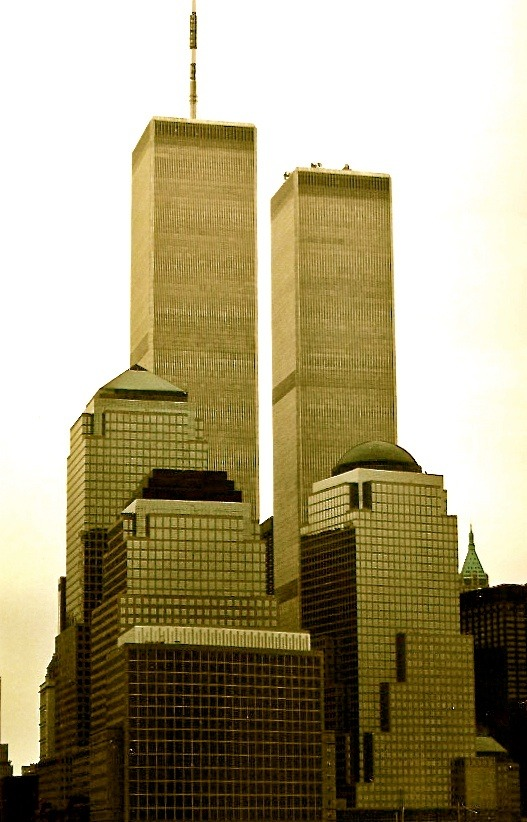
Het door César Pelli ontworpen World Financial Center was een architecturaal addendum voor het destijds zo'n tien jaar oude World Trade Center

- 200 Liberty Street, voorheen het One World Financial Center, (1986), hoogte 176 m, 40 verdiepingen; hoofdzetel van de World Trade Center Memorial Foundation[5]
  - Oppervlakte: 151.200 m²
  - Top: afgeknotte vierkante piramide
- 225 Liberty Street, voorheen het Two World Financial Center, (1987), hoogte 197 m, 44 verdiepingen;
  - Oppervlakte: 247.793 m²
  - Top: koepel
- 200 Vesey Street, voorheen het Three World Financial Center, ook wel American Express Tower, (1985), hoogte 225 m, 51 verdiepingen;
  - Oppervlakte: 231.400 m²
  - Top: piramide
- 250 Vesey Street, voorheen het Four World Financial Center, (1986), hoogte 150 m, 34 verdiepingen;
  - Oppervlakte: 170.000 m²
  - Top: ziggoerat
- Winter Garden Atrium, (1988), tussen gebouwen 2 en 3; hersteld na de aanslagen van 11 september 2001;
  - wintertuin, atrium
paviljoen
evenementenhal
winkelcentrum
horeca
  - Oppervlakte: 4.200 m²
- New York Mercantile Exchange, (1997), hoogte 77 m, 16 verdiepingen;
  - Oppervlakte: 46.000 m²

|                                                                                 |  |                                                                           |
| Het World Financial Center en het originele World Trade Center in augustus 2000 |  | Het World Financial Center en het One World Trade Center in augustus 2013 |

## Geschiedenis
Brookfield Place, dat is te zeggen; haar vier torens met kenmerkende koperen spitsen, werd ontworpen als World Financial Center door César Pelli en de firma Thornton Tomasetti in samenwerking met Adamson Associates en werd gebouwd tussen 1982 en 1988 door Olympia & York. Olympia & York vroeg in 1996 echter faillissement aan en ging verder als Brookfield Office Properties. Als onderdeel voor de bouw van Battery Park City nabij het gelijknamige park. Bouwmateriaal voor de site bestond onder meer uit resten van de bouw van het originele World Trade Center eind jaren 60. Tussentijds was de locatie een kunstmatig strand, waar men 's zomers kon baden in de Hudson. Ook het uit 1988 daterende glazen atrium, de bekende Winter Garden, werd ontworpen door César Pelli maar dan wel in samenwerking met zijn echtgenote: landschapsarchitecte Diana Balmori. Pelli ontwierp ook twee voetgangersbruggen (zie onder), waarvan een vernietigd werd. 
Bij de aanslagen op 11 september 2001 werden voornamelijk het Three World Financial Center en de Winter Garden zwaar beschadigd. Staal en overig puin van de om 10:28 uur ingestorte North Tower van het World Trade Center hebben de lobby en de lagere verdiepingen ernstig beschadigd, waardoor het gebouw dreigde in te storten.
Het Three World Financial Center werd gerestaureerd en er werden tevens essentiële reparaties uitgevoerd aan de andere gebouwen in het complex. Het Winter Garden Atrium liep constructieve schade op aan zijn glas- en stalen frame, maar werd exact een jaar na de aanslagen plechtig heropend. Een voetgangersbrug over West Street aan Vesey Street werd verwoest, de andere aan Liberty Street staat nog overeind. Na de aanslagen onderging het World Financial Center een grootschalig renovatie- en uitbreidingsproject van $ 250 miljoen, in combinatie met de bouw van een nieuwe oost-westdoorgang die het complex verbindt met het nieuwe World Trade Center. Het project omvatte een paviljoen dat moest worden gebouwd als een uitbreiding van het Winter Garden Atrium, aan West Street.
Voorlopige plannen riepen op tot de sloop van de Grand Staircase, een ruïne van het World Trade Center, die voor de aanslagen het belangrijkste knooppunt was tussen de wintertuin en de kade langs de Hudson omdat het verbonden was met de verwoeste voetgangersbrug op Vesey Street. Een soortgelijke brug op Liberty Street, die de aanslagen op 11 september 2001 doorstaan heeft, schept nog een beeld van hoe alles eruitzag ten tijde van het originele World Trade Center. Daarnaast werd de Grand Staircase kortstondig in gebruik genomen als een amfitheater. De plannen voor sloop hadden de bewoners verontwaardigd gemaakt, die prompt in de laatste herontwikkelingsplannen om behoud vroegen. Het complex zou vanaf 2013 ook de naam Brookfield Place gaan dragen, naar eigenaar Brookfield Office Properties.
Het 200 West Street van Goldman Sachs grenst meteen ten noorden aan het complex sinds 2010. Het paviljoen werd officieel geopend in 2013. Het complex heeft sinds de laatste renovaties een totaal vloeroppervlak van 850.593 m². De verhuurbare ruimte op de lagere verdiepingen van de kantoorgebouwen onderging conversies en uitbreidingen voor extra retail en horeca.
Een voorbeeld is het Two World Financial Center, dat in 2013 werd opgesmukt met een plein in Europese bouwstijl en een buitenterras. De ruimte tussen Three en Four World Financial Center bevat voornamelijk haute-couture-kledingwinkels.
Het nieuwe winkelcentrum Brookfield Place ging open op 25 maart 2015. Aangezien sommige restaurants en winkels tijdelijk zijn gesloten vanwege bouwwerkzaamheden aan (toen nog) het World Financial Center, stonden vanaf 2012 verschillende foodtrucks in de nabije omgeving. Sinds de opening van het winkelcentrum in 2015 met vestigingen van Burberry, Louis Vuitton en Michael Kors is het complex een drukbezochte plaats.

## Afbeeldingen

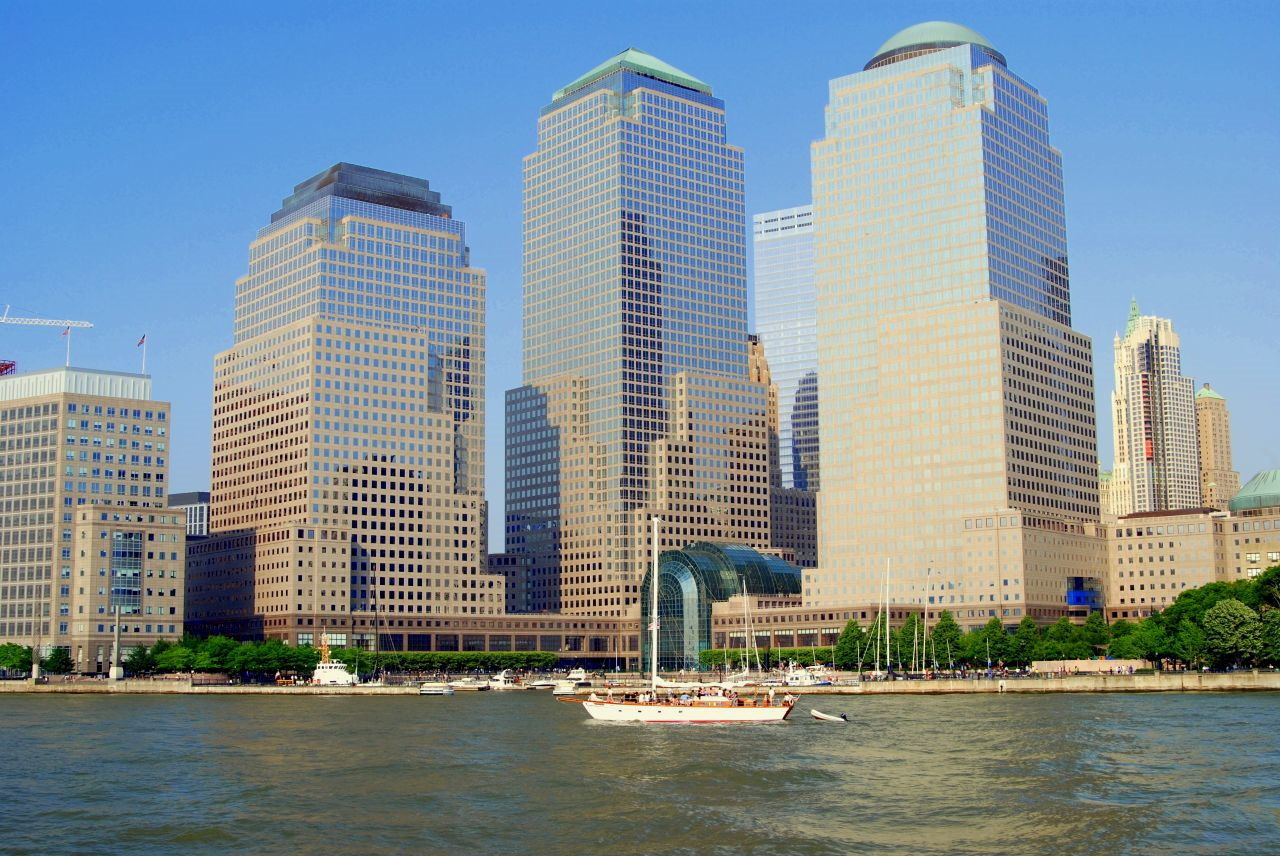
World Financial Center in 2006; v.l.n.r. NYMEX, 4 WFC, 3 WFC en 2 WFC (1 WFC niet op de foto)
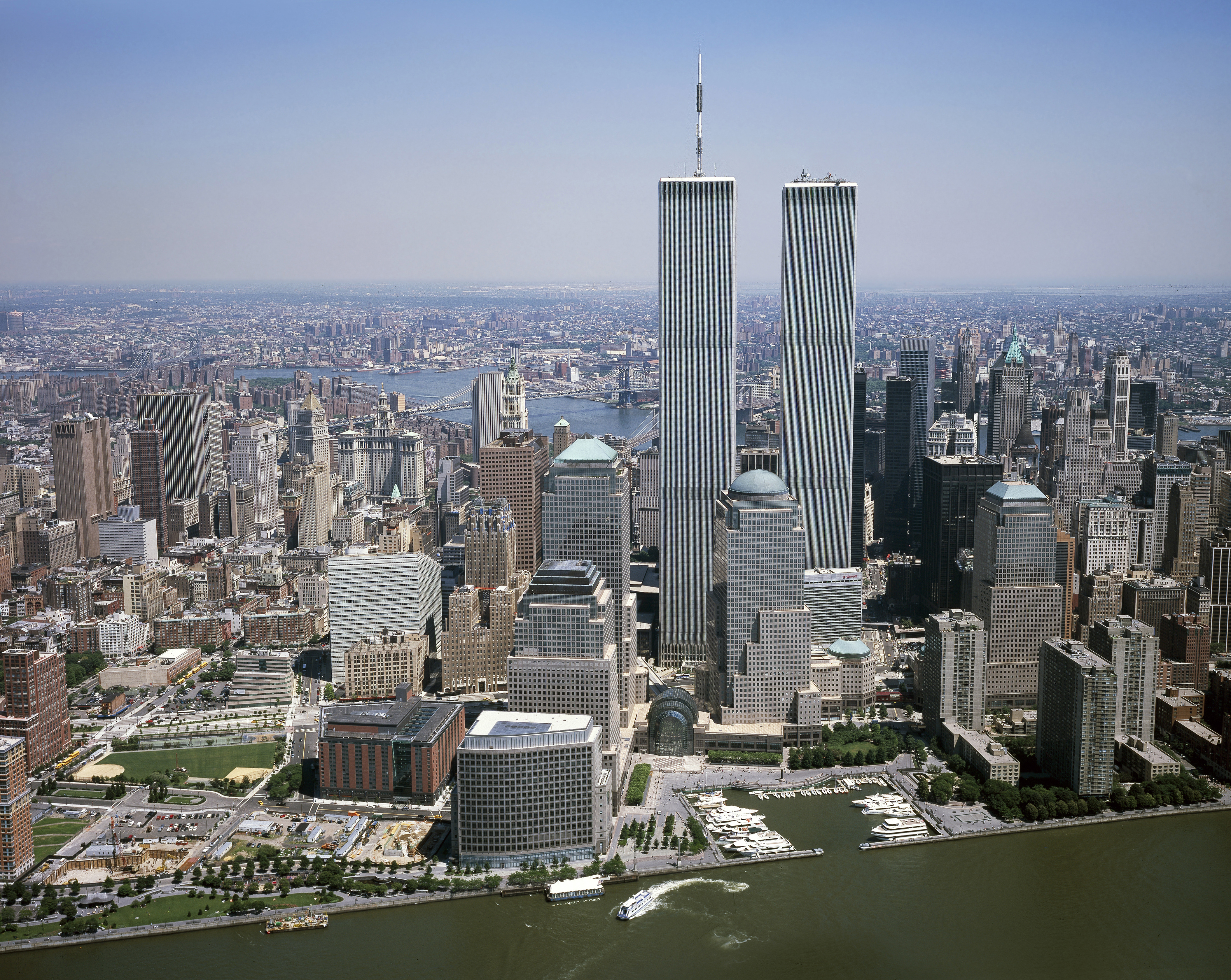
Het complex en de Twin Towers in de zomer van 2001
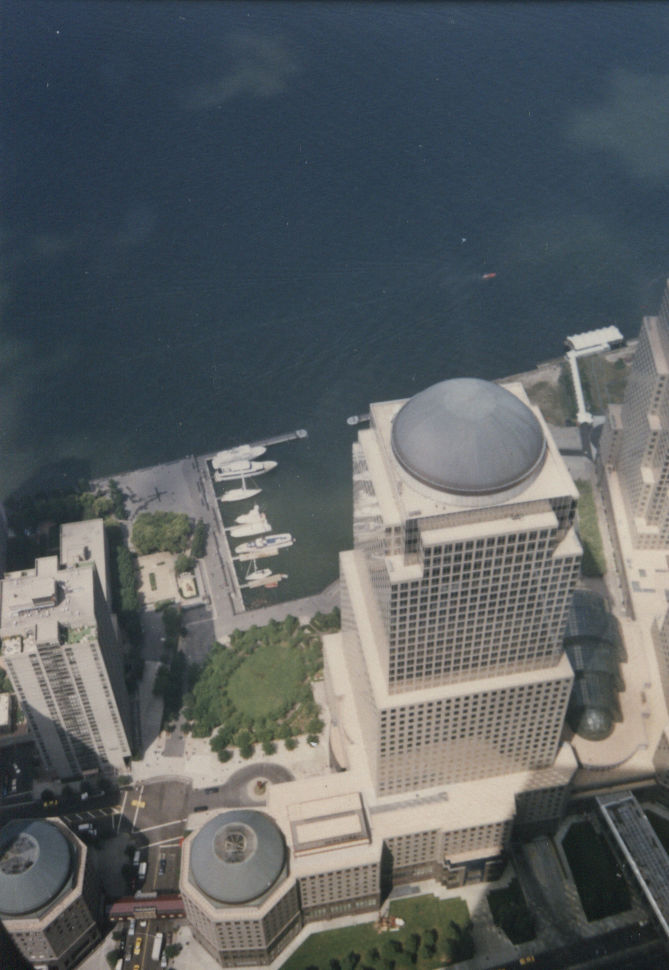
Two World Financial Center en de North Cove Marina in 1992, gezien vanuit South Tower van het World Trade Center
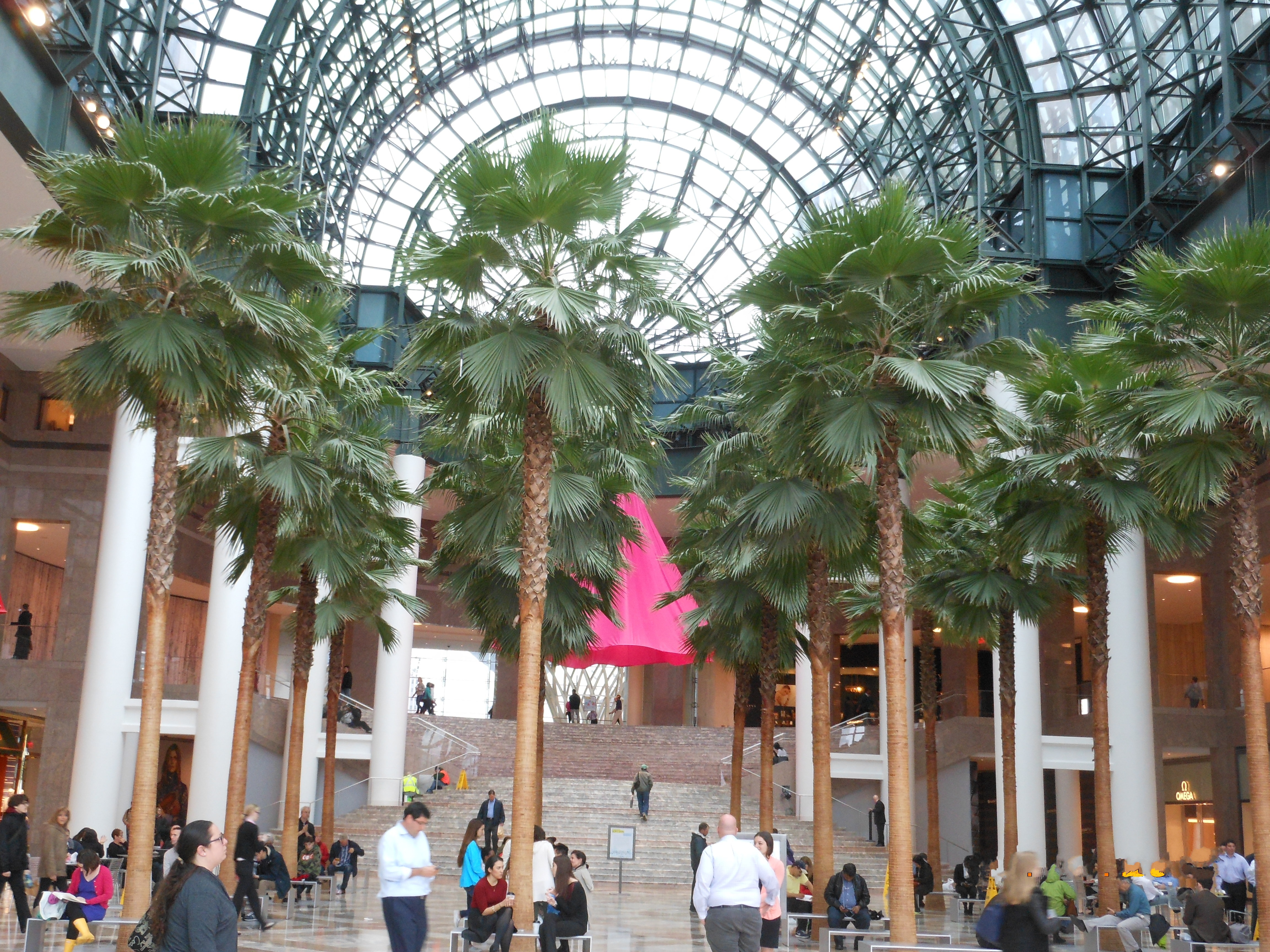
Interieur winkelcentrum Brookfield Place (2015)
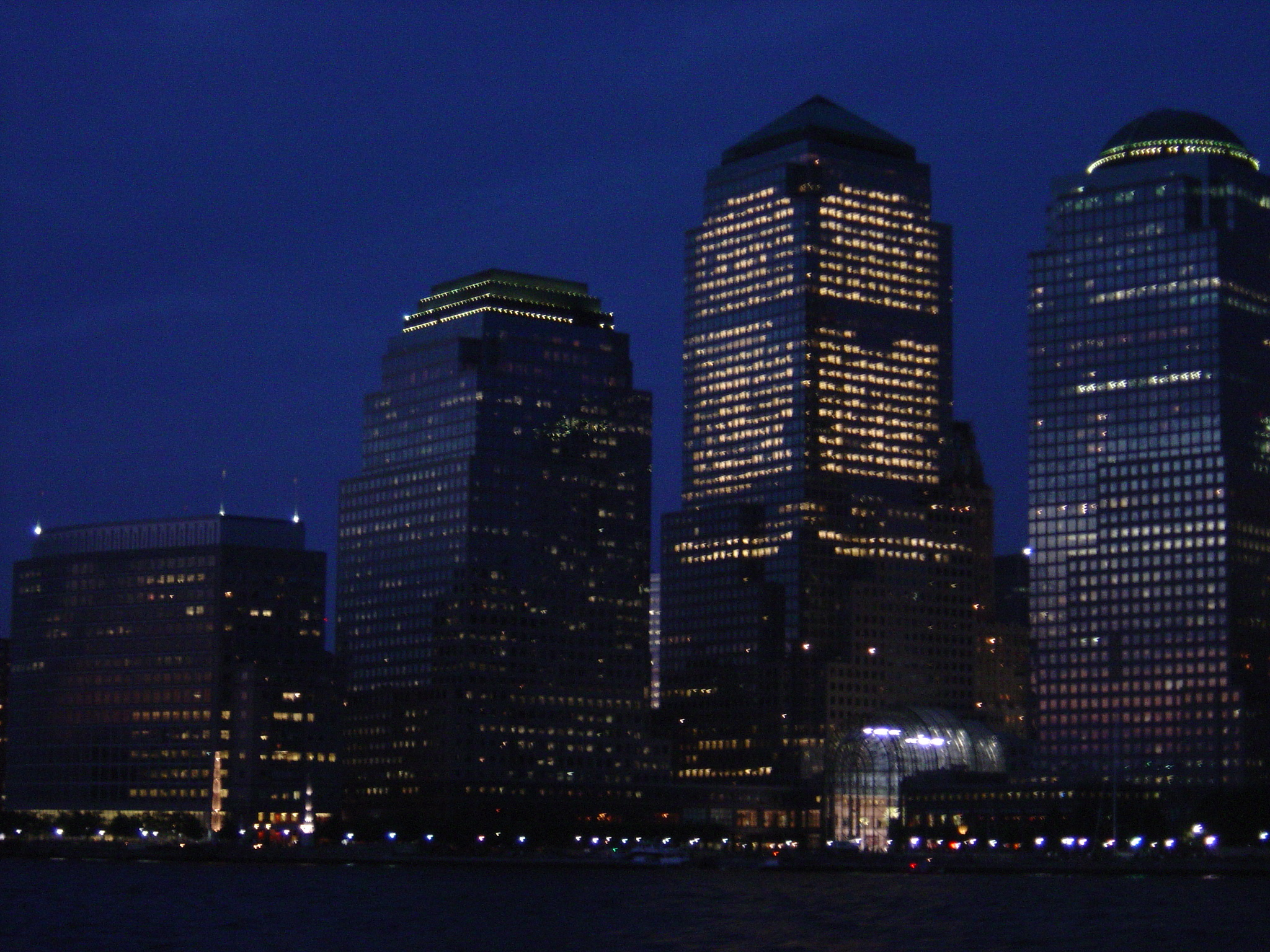
World Financial Center bij nacht (2005)
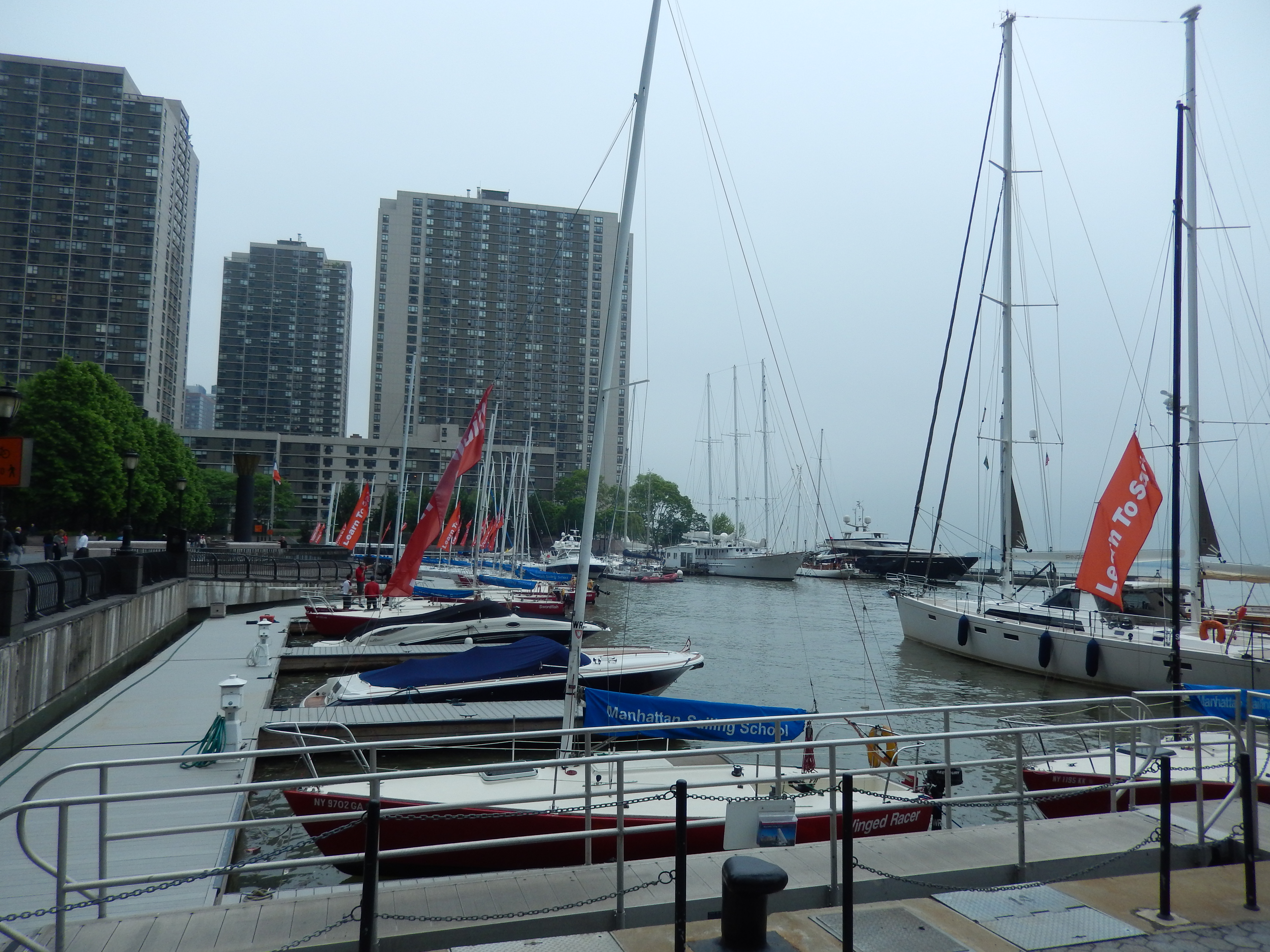
North Cove Marina bij Brookfield Place in mei 2014
World Financial Center in aanbouw; met het originele WTC in 1984, en afgewerkt zonder het WTC in 2005 en met het nieuwe WTC in 2014
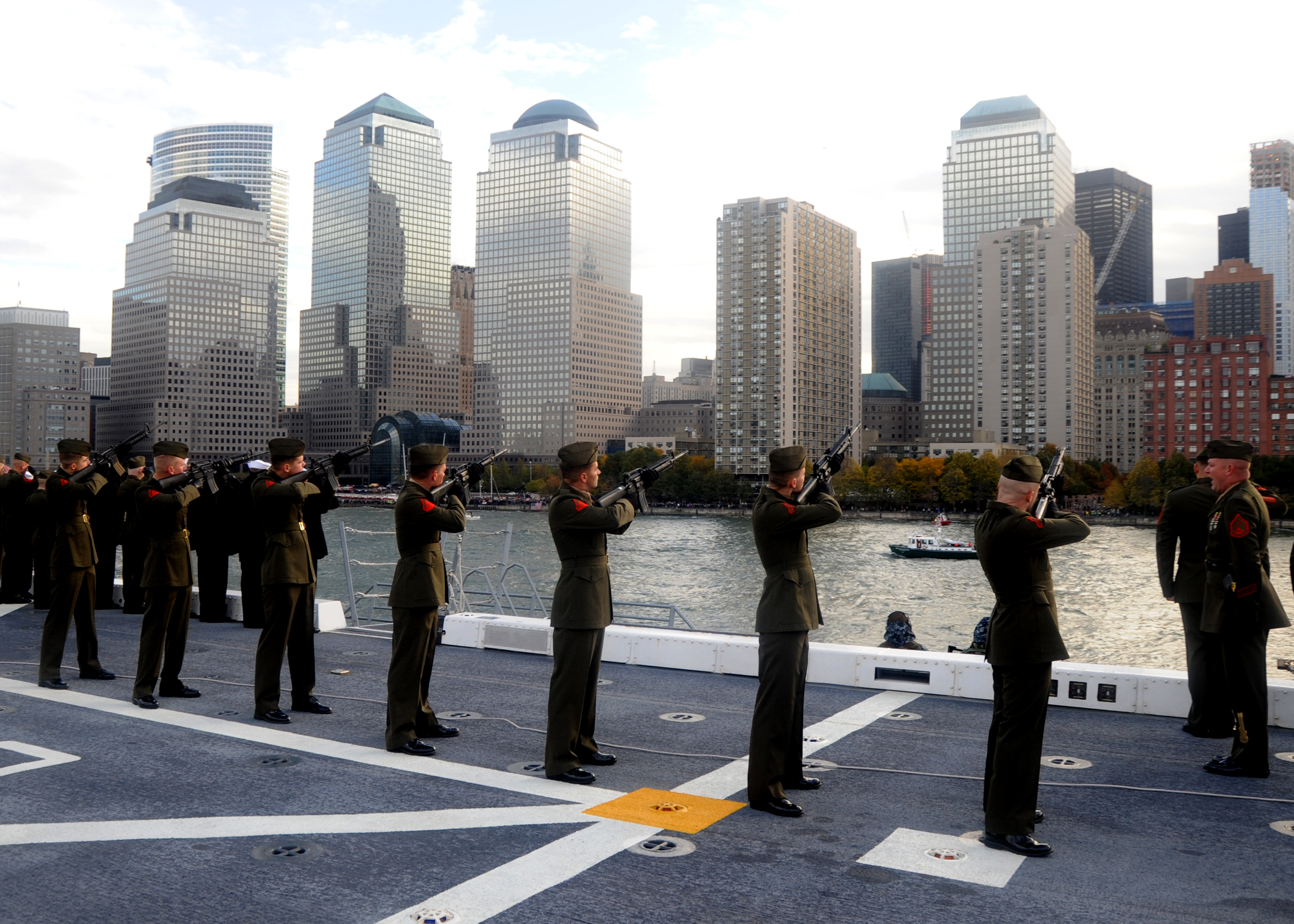
World Financial Center met de North Cove Marina, gezien vanaf een schip van de United States Navy op de rivier Hudson in 2009; alle gebouwen (deels) zichtbaar

## In populaire cultuur
- Het World Financial Center verschijnt met al zijn gebouwen in het computerspel Driver: Parallel Lines (PlayStation 2, Xbox, Wii, Microsoft Windows) uit 2006. Dit spel speelt zich in twee tijdvakken af, enerzijds de jaren 70 en anderzijds de huidige tijd. De gebouwen zijn ontoegankelijk voor de speler.[11]
  - Gamestudio Ubisoft Reflections, de producenten van de Driver-serie, begingen een continuïteitsfout en betrokken het WFC bij de skyline van New York uit 1978.
  - Een andere grove vergissing vinden spelers terug indien ze gaan observeren hoe alles eruitziet met een voltooid World Financial Center vanaf de jaren 80: de gebouwen zijn gesitueerd meteen achter een plein dat lijkt gebaseerd te zijn op het Austin J. Tobin Plaza, het plein waarop de Twin Towers rustten. Dit plein ligt dus niet meer ten oosten (realiteit) maar ten westen van het World Trade Center, tussen de Twin Towers en het World Financial Center. Ook staan de Twin Towers aan de overkant van een straat.
  - In werkelijkheid liep er helemaal geen straat tussen het plein en de Twin Towers in. Allicht moest dat West Street voorstellen waarlangs het World Financial Center en het World Trade Center staan. Dus ook daar schuilt een continuïteitsfout want West Street was nog niet aangelegd in 1978. De West Side Elevated Highway liep destijds nog langs het World Trade Center. Deze snelweg werd ter hoogte van de omgeving pas afgebroken in de jaren tachtig.
  - Opvallend: de Winter Garden werd niet opgenomen in het complex (dat er in 1978 al niet moet zijn). Verder ontbreekt Sfeer bij fontein aan plein, de bronzen globe op het plein sinds 1973.
- Het World Financial Center verschijnt in het computerspel Grand Theft Auto IV (PlayStation 3, Xbox 360, Microsoft Windows) uit 2008, dat zich afspeelt in de fictieve stad Liberty City gebaseerd op New York. Het kreeg de naam "WTF Center", verwijzend naar "What the fuck" en een samensmelting van de afkortingen van World Financial Center en World Trade Center in de kenmerkende humoristische stijl van gamestudio Rockstar Games. De gebouwen zijn ontoegankelijk voor de speler.[12]
  - Hierbij is het opvallend dat het de omgeving ontbeert aan de World Trade Center-wijk, wegens anno 2008 nog een grote bouwput en om controverse te vermijden.
  - Veel opvallender is zo mogelijk de afwijking dat het Woolworth Building de plaats van het World Trade Center heeft ingenomen vlak achter het World Financial Center. In werkelijkheid staat het Woolworth Building een kilometer ten noordoosten van het WFC. Bovendien mankeert het WFC-complex twee gebouwen in vergelijking met de werkelijkheid: One en Four World Financial Center (200 Liberty Street en 250 Vesey Street).
  - De jachthaven aan het complex is aanwezig. Ook werd de Winter Garden merkbaar hoger en breder nagebouwd.
- De North Cove Marina, de jachthaven aan Brookfield Place, heeft reeds gediend voor buitenopnames van verschillende Hollywood-films zoals Martin Scorsese's The Wolf of Wall Street met Leonardo DiCaprio (2013).
- In het computerspel The Crew uit 2014, een racespel dat eveneens door Ubisoft ontwikkeld werd, komen zowel het World Financial Center als het World Trade Center voor in een weliswaar redelijk grote 'pocketweergave' van het eiland Manhattan en de stad New York.